# Schmale Urameise

Schematische Darstellung eines Ponera coarctata Weibchens
(Wheeler, 1900)

Schematische Darstellung eines Ponera coarctata Männchens
(Wheeler, 1900)

Die Schmale Urameise (Ponera coarctata) ist eine Ameise aus der Unterfamilie der Urameisen (Ponerinae).
Sie ist leicht mit der ganz ähnlichen Braunen Urameise (Ponera testacea) zu verwechseln. Diese beiden Schwesterarten sind die einzigen Vertreter der Urameisen, die ursprünglich in Mitteleuropa vorkommen.

## Merkmale
Diese Ameisen sind außergewöhnlich schmal gebaut, wodurch sie recht langgestreckt und zylindrisch wirken. Sie weisen die für Urameisen typische Einschnürung der Gaster auf. Ihr Körper ist dunkelbraun bis schwärzlich gefärbt. Das Stielchenglied (Petiolus) ist schuppenförmig und steil aufragend. Der Kopf ist stark abgeflacht und die Facettenaugen sind sehr klein. Die Arbeiterinnen sind 3 bis 3,5 Millimeter lang, die Königinnen erreichen über 3,5 Millimeter und die Männchen etwas mehr als drei Millimeter. Sie verfügen über einen sehr wirksamen Giftstachel, der andere sehr viel größere Ameisen innerhalb von Sekunden töten kann. Die Geschlechtstiere schwärmen zwischen Ende August und Ende September.

## Verbreitung
Die Schmale Urameise lebt vorwiegend an warmen Orten. Sie nutzt feuchte bis trockene Mineralböden auf offenen Flächen sowie in Gehölzen. Sie ist in ganz Mitteleuropa verbreitet und teilweise recht häufig, allerdings wegen ihrer versteckten Lebensweise schwer zu entdecken. So sind die Tiere selten auf der Erdoberfläche zu beobachten, und auch die Nester sind sehr unauffällig. Sogar in urbanen Gebieten existieren Kolonien, zum Beispiel an Bahnstrecken oder in Blumenkästen sowie im Bodensubstrat von Straßenbäumen.

## Lebensweise
Die Koloniegründung findet unabhängig mit anfänglicher Monogynie statt. Später kommen unter Umständen weitere Königinnen hinzu (fakultative Polygynie). Die Staaten bestehen meist nur aus bis zu 60 Arbeiterinnen. Kolonien mit mehr als 135 Arbeiterinnen und drei reproduktiv tätigen Königinnen sind nicht bekannt. Die Arbeiterinnen jagen meist unterirdisch oder in der Streuschicht.

### Nestbau
Die unterirdischen Nester sind von der Oberfläche aus kaum zu entdecken. Schmale Gänge führen tief in den Boden zu einer oder mehreren kleinen Kammern. Auch werden vorbereitete Hohlräume genutzt, wie zum Beispiel Gänge von Regenwürmern oder anderen Tieren. P. coarctata siedelt oft in der Nähe fremder Ameisenkolonien, mit denen sie problemlos koexistieren kann. Manche Forscher gehen daher allerdings von einer kleptoparasitären Lebensweise aus.

### Ernährung
Diese Ameisenart ernährt sich wie die meisten Urameisen ausschließlich zoophag. Als Beute dienen alle möglichen unter der Erdoberfläche lebende Gliederfüßer und deren Entwicklungsstadien.

## Systematik

### Synonyme
Aus der Literatur sind folgende Synonyme für Ponera coarctata bekannt:
- Ponera coarctata var. atlantis Santschi
- Ponera coarctata var. crassisquama Emery
- Ponera coarctata var. lucida Emery
- Ponera coarctata var. testacea Emery